# Obstalden
Obstalden (toponimo tedesco) è una frazione di 443 abitanti del comune svizzero di Glarona Nord, nel Canton Glarona.

## Storia

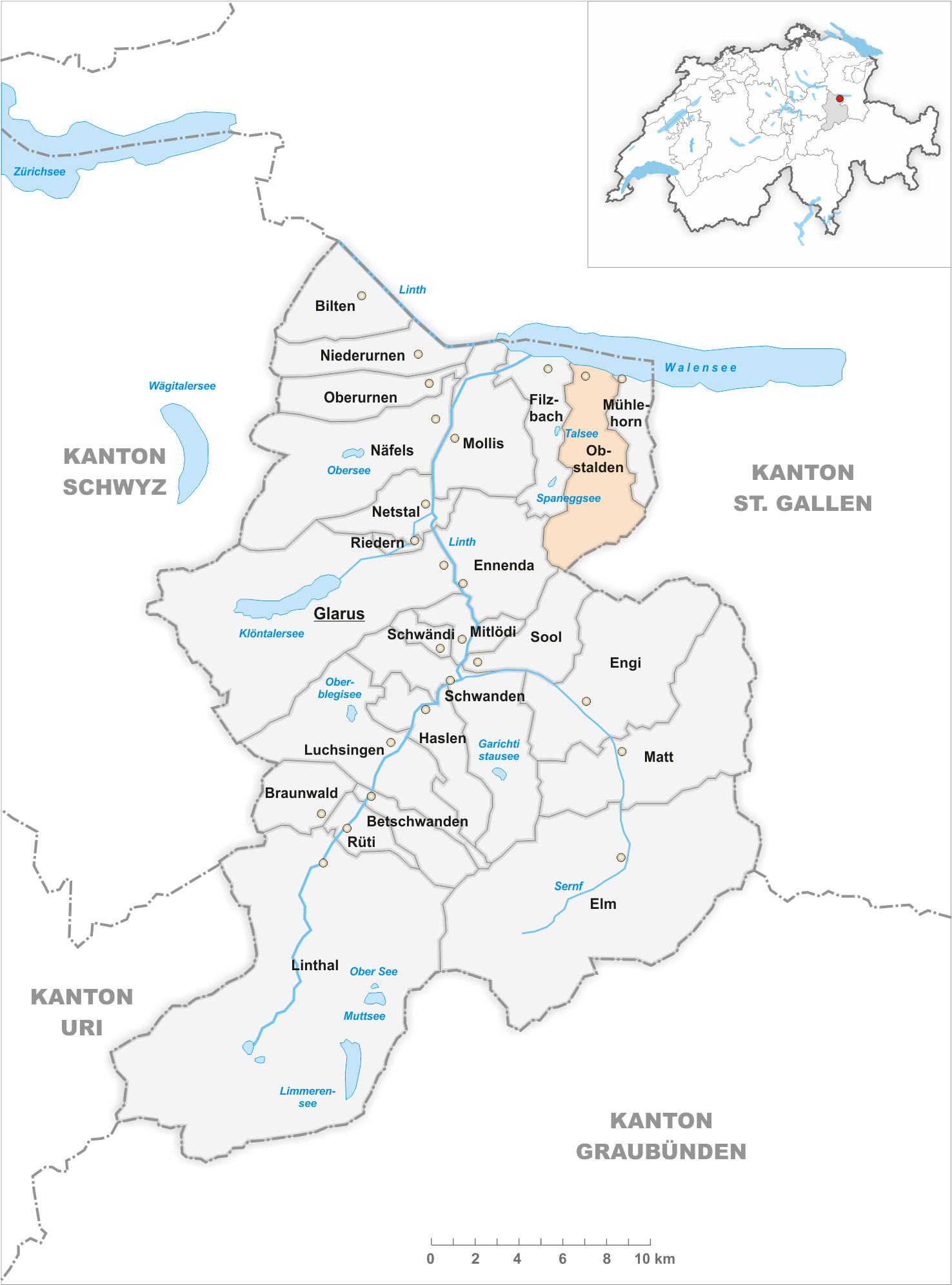
Il territorio del comune di Obstalden prima degli accorpamenti comunali del 2011

Già comune autonomo che si estendeva per 23,76 km² e dal quale nel 1809 era stata scorporata la località di Mühlehorn, divenuta comune autonomo, comprendeva anche le frazioni di Mülital, Nidstalden, Stocken, Voglingen e Walenguflen. Il 1º gennaio 2011 è stato accorpato agli altri comuni soppressi di Bilten, Filzbach, Mollis, Mühlehorn, Näfels, Niederurnen e Oberurnen per formare il nuovo comune di Glarona Nord.

## Monumenti e luoghi d'interesse

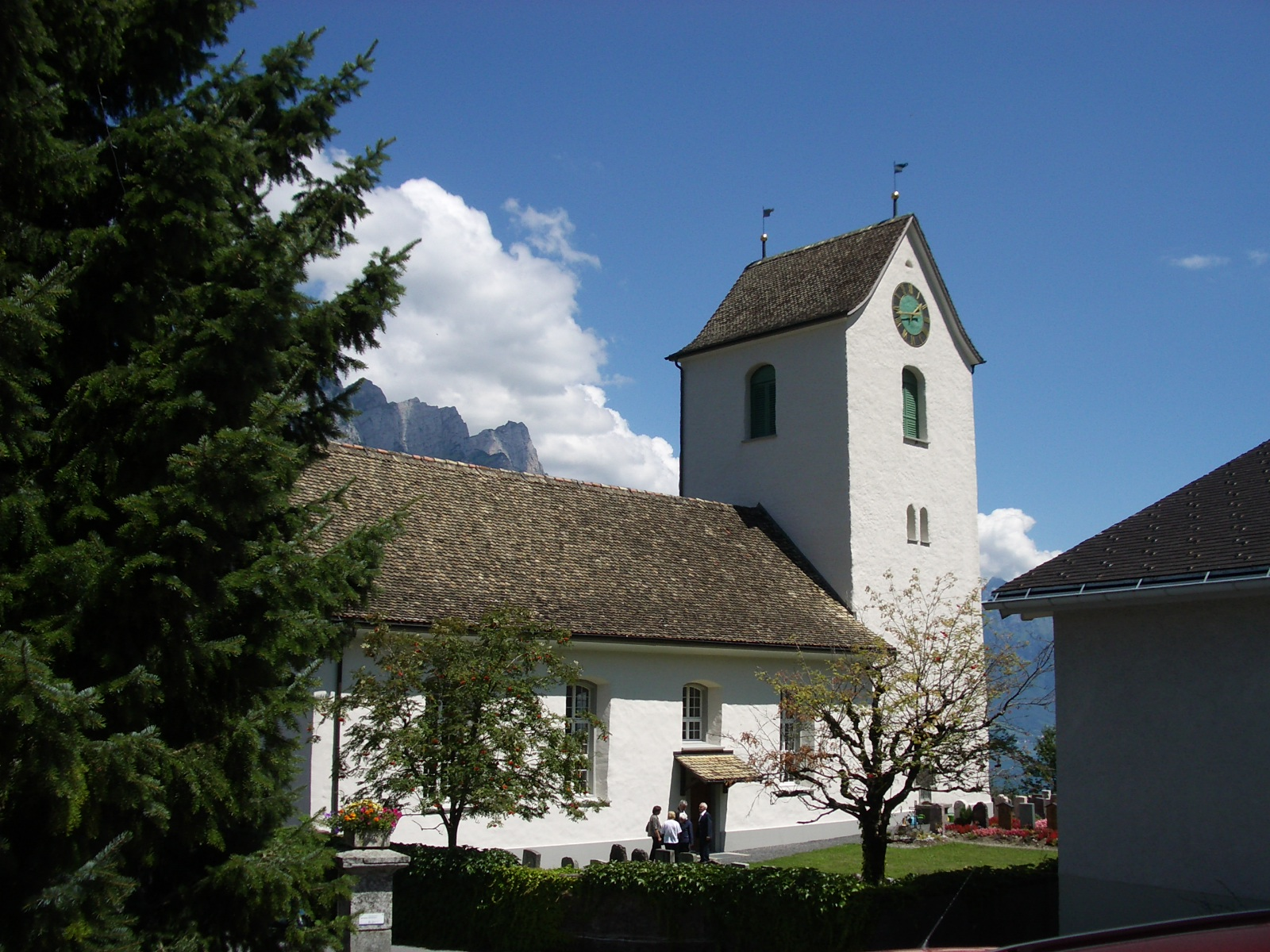
La chiesa riformata

- Chiesa riformata, eretta nel 1300 circa[1].

## Società

### Evoluzione demografica
L'evoluzione demografica è riportata nella seguente tabella:
Abitanti censiti

## Amministrazione
Ogni famiglia originaria del luogo fa parte del comune patriziale che ha la responsabilità della manutenzione di ogni bene comune.